# Yokosuka E1Y
Yokosuka E1Y là một loại thủy phi cơ trinh sát của Nhật Bản trong thập niên 1920.

## Biến thể
Thủy phi cơ Trinh sát Hải quân Kiểu 10
Thủy phi cơ Trinh sát Hải quân Kiểu 10 Mẫu A
Thủy phi cơ Trinh sát Hải quân Kiểu 10 Mẫu B
Thủy phi cơ Trinh sát Hải quân Kiểu 14-1 (E1Y1)
Thủy phi cơ Trinh sát Hải quân Kiểu 14-2 (E1Y2)
Thủy phi cơ Trinh sát Hải quân Thử nghiệm Kiểu 14-2 Kai-1
Thủy phi cơ Trinh sát Hải quân Kiểu 14-3 (E1Y3)
Thủy phi cơ Vận tải Hoán cái Hải quân Kiểu 14

## Quốc gia sử dụng
Nhật Bản
- Hải quân Đế quốc Nhật Bản
- Nippon Koku Yuso Kenkyusho

## Tính năng kỹ chiến thuật (E1Y2)
Dữ liệu lấy từ Japanese Aircraft, 1910-1941
Đặc điểm tổng quát
- Kíp lái: 3
- Chiều dài: 10,59 m (34 ft 9 in)
- Sải cánh: 14,22 m (46 ft 8 in)
- Chiều cao: 4,15 m (13 ft 7½ in)
- Diện tích cánh: 54,2 m² (584 sq ft)
- Trọng lượng rỗng: 1.889 kg (4.164 lb)
- Trọng lượng có tải: 2.750 kg (6.062 lb)
- Động cơ: 1 × Lorraine-Dietrich 2, 336 kW (450 hp)

 Hiệu suất bay 
- Vận tốc cực đại: 177 km/h (96 knot, 110 mph)
- Vận tốc hành trình: 130 km/h (70 knot, 80.5 mph)
- Tầm bay: 1.156 km (624 hải lý, 718 mi)
- Trần bay: 4.000 m (13.100 ft)

Trang bị vũ khí

- Súng: 1× súng máy 7,7 mm
- Bom: 2× quả bom 110 kg (240 lb) hoặc 4× quả bom 30 kg (66 lb)